# Sebastián de Eslava
Sebastián de Eslava y Lazaga (Enériz, Navarra, 19 de enero de 1685-Madrid, 21 de junio de 1759) fue teniente general español, que ocupó el puesto de ministro de la Guerra en tiempos de Fernando VI. Señor de Eguíllor (Navarra), caballero de la Orden de Santiago, comendador de la Orden de Calatrava y gentilhombre de Cámara de S.M., desde el 24 de abril de 1740 al 6 de noviembre de 1749 fue el virrey del restablecido Virreinato de Nueva Granada. Estaba gobernando en esta parte del Imperio al tiempo de la derrota británica del almirante Edward Vernon en Cartagena de Indias durante la guerra del Asiento. Tras su muerte se le concedió el título de marqués de la Real Defensa a su heredero.

## Contexto familiar
Nació en 1685 en la localidad navarra de Enériz. Fue bautizado el 19 de enero de ese año en la parroquia —Santa María Magdalena— de la misma población, situada a 22 kilómetros de Pamplona. 
Su vocación militar y sus dotes de mando acaso le llegasen por herencia, pues su padre, Gaspar de Eslava y Berrio, natural de Enériz, llegó a sargento mayor y ocupó cargos de responsabilidad como gobernador de Amalfi y de Casale en los reinos de Nápoles y Sicilia. Don Gaspar contrajo matrimonio con una noble italiana, Julia Albertino, la cual murió sin tener hijos.
Don Gaspar, entonces, decidido a retirarse de la vida militar, contrajo segundas nupcias con Rafaela de Lazaga Eguiarreta y Paradis, natural de Ituren, el 25 de abril de 1677. Doña Rafaela era propietaria de un mayorazgo fundado gracias a las ganancias conseguidas en las Indias y en Madrid por su hermano José Ambrosio. 
Afincados en Enériz, de este matrimonio entre don Gaspar y doña Rafaela nacieron cinco hijos: Agustín (el primogénito) fue fraile dominico en Pamplona y Medina de Rioseco; José Fermín (el segundo) fue jesuita; el tercero fue el propio Sebastián; Francisco Martín (el cuarto) heredó el mayorazgo; Rafael (el quinto) fue presidente, gobernador y capitán general de Nueva Granada (entre 1733 y 1737).

## Vocación militar
La vocación militar de Eslava se demostró tempranamente, pues en 1702, con tan solo 17 años, ya era alférez del Tercio de Navarra. En ese puesto, participó como abanderado del primer batallón del regimiento de guardias españolas durante la guerra de sucesión española (1701-1713), en favor de la causa de Felipe V y contra la defendida por el archiduque Carlos de Austria. 

## Participación en la guerra de sucesión española
Poco a poco fue adquiriendo experiencia en el campo de batalla, pues durante la Guerra de Sucesión participó en diversos lances, como Salvatierra, Segura, Bosmarinhos, Casteldavide, Montalbán o Marsan. También se vio involucrado en la infructuosa lucha por la recuperación de Gibraltar, a las órdenes del marqués de Aytona, Guillén Ramón de Moncada y Portocarrero, entre octubre de 1704 y abril de 1705. 
Su movilidad a lo largo de la Guerra de Sucesión fue impresionante, pues al año siguiente, 1706, se le pudo ver en el sitio de Barcelona, pero también tomó parte a posteriori en las campañas de Extremadura y Portugal y en la batalla de Almansa. Los dos hermanos Eslava militares (Rafael y Sebastián) coincidieron en las batallas de Almenar (27 de julio de 1710) y de Zaragoza (20 de agosto de 1710); y en las victorias de Brihuega y Villaviciosa (7 al 10 de diciembre de 1710). 
Sebastián volvió a Barcelona en 1714, ya como primer ayudante de guardias, para participar en el nuevo sitio de Barcelona, y vivió el 11 de septiembre de 1714, que culminó con la derrota de los partidarios del archiduque Carlos.

## Conquista de Sicilia como capitán
Su carrera militar prosigue, pues el 18 de septiembre de 1715 fue ascendido a capitán. Con este grado tomó parte en la conquista de Sicilia, organizada por el cardenal italiano Giulio Alberoni (consejero de Felipe V), en el verano de 1718. Al mando del regimiento Asturias se encontraba Sebastián de Eslava, al que se le encargó la rendición de Mesina, cosa que consiguió el 30 de septiembre de 1718. Por su distinguido comportamiento, fue agraciado con la encomienda de Fuente el Emperador, de la Orden de Calatrava, previa dispensa de Su Santidad, pues era Caballero de la de Santiago desde 1716.

## Liberación de Ceuta y conquista de Orán
El ministro universal de Felipe V, José Patiño, concentra en Cádiz las tropas reembarcadas de Sicilia y Cerdeña para liberar Ceuta, cercada por los marroquíes. En la victoria sobre los marroquíes participó el ya coronel Sebastián de Eslava. Y años después, en 1732, es ascendido a brigadier en la reconquista de Orán y Mazalquivir. 
Eslava alcanza en 1739 el grado de mariscal de campo y teniente general.

## Restablecimiento del Virreinato de Nueva Granada
El 20 de agosto de 1739, se restableció el Virreinato del Nuevo Reino de Granada. Esta parte de Sudamérica, que incluía lo que actualmente son los territorios de Colombia, Panamá, Ecuador y Venezuela, algunos originalmente dependientes del Virreinato del Perú. En 1717 se había creado el Virreinato de Nueva Granada a partir de aquellas dependencias, pero este virreinato duró únicamente de 1717 a 1723 y en esta fecha fue reincorporado al Perú.
En Madrid se sabía de los problemas de gobernar estos vastos territorios desde Lima, por lo que en 1740 se restableció Nueva Granada como virreinato por las mismas razones que se definieron para el anterior intento —largas distancias, crecimiento poblacional, recaudación de impuestos, defensa y control administrativo—. Pero la razón más importante era desarrollar la economía y la población de las zonas más alejadas de la capital del virreinato, descentralizando el gobierno. En agosto de 1739, Sebastián de Eslava fue nombrado primer virrey de esta segunda entidad, con instrucciones expresas de la Corona de defender el territorio contra los ataques ingleses.
Por Real cédula de 20 de agosto de 1739, el rey Felipe V restauró el Virreinato de Nueva Granada, que deja a cargo del “teniente general don Sebastián de Eslava, caballero de la Orden de Santiago y teniente de ayo del infante don Felipe, mi muy caro y amado hijo”, con los cargos de virrey, gobernador y capitán general y el de presidente de su Real Audiencia de Santa Fe. Eslava partió de Cádiz hacia América en las primeras fechas de 1740 y llegó a Cartagena de Indias el 21 de abril de ese mismo año, tras una ardua travesía. Permaneció como virrey de Nueva Granada hasta 1749; y no se movió de la ciudad caribeña, en la que estableció su residencia oficial. 
Durante el tiempo de su mando, reforzó las defensas militares de Cartagena de Indias, organizó las milicias, realizó infinidad de mejoras y obras públicas en su capital y otros pueblos, y en esos nueve años de mando su administración duplicó la riqueza pública al mismo tiempo que se dedicaba a perseguir el contrabando. Para ello, aumentó el número de jueces, obligó a los exportadores a depositar en la aduana los fardos hasta su embarque —hasta entonces, una vez pesados, los guardaban en sus casas, donde hacían los trueques—, incrementó la vigilancia por medio de soldados en los caminos para dificultar el comercio ilegal y ordenó el registro de todo tipo de baúles, petacas y embarcaciones. 
Otra de las ocupaciones durante su mandato fue la promoción y el desarrollo de los indios, siguiendo las órdenes del rey Felipe V. Eslava puso especial cuidado en reunir en poblados a los indios dispersos y primitivos con el fin de inculcarles la cultura y la religión cristiana.

## Comienzo de su mandato como virrey
Eslava reparó el Castillo de Bocachica y varios fuertes que protegían el puerto. En el Castillo de San Lázaro puso en marcha una fábrica de munición y carruajes, así como las ramblas. Dio pasos importantes para poder suministrar armas, munición y entrenamiento militar a las fuerzas españolas. En los demás sitios del Reino, se realizaron trabajos de fortificación, como en Santa Marta, Puerto Cabello y Guaira. Se encargó de fortalecer los fuertes de Araya y San Antonio en la provincia de Cumaná. Asimismo, aprobó la fortificación en el islote de Caño de Limones y equipó el presidio de Guayana.

## Guerra del Asiento y Asedio de Cartagena de Indias

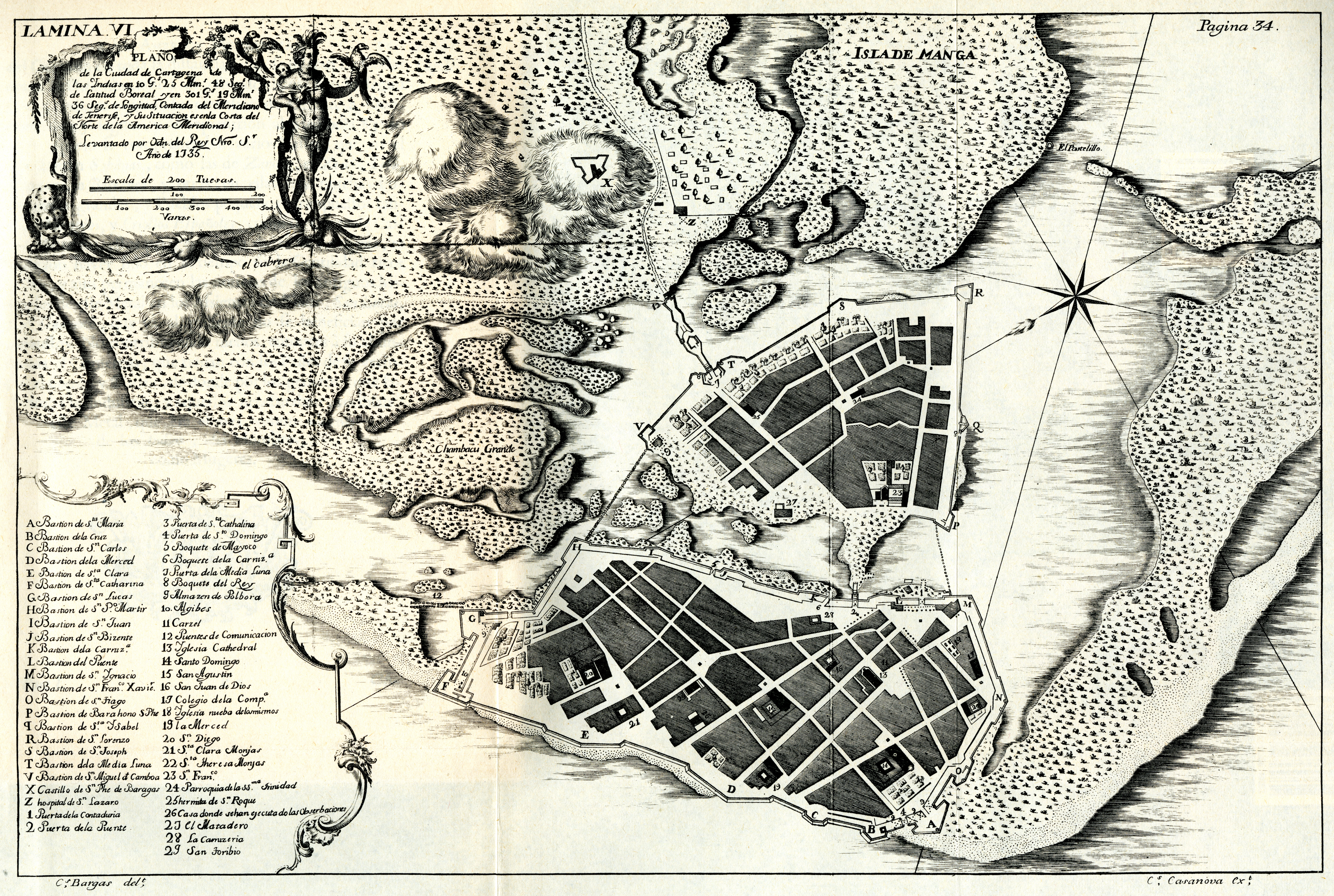
Plano de Cartagena de Indias realizado en 1735 y publicado en la obra Relación histórica del viaje a la América meridional, de Jorge Juan y Antonio de Ulloa

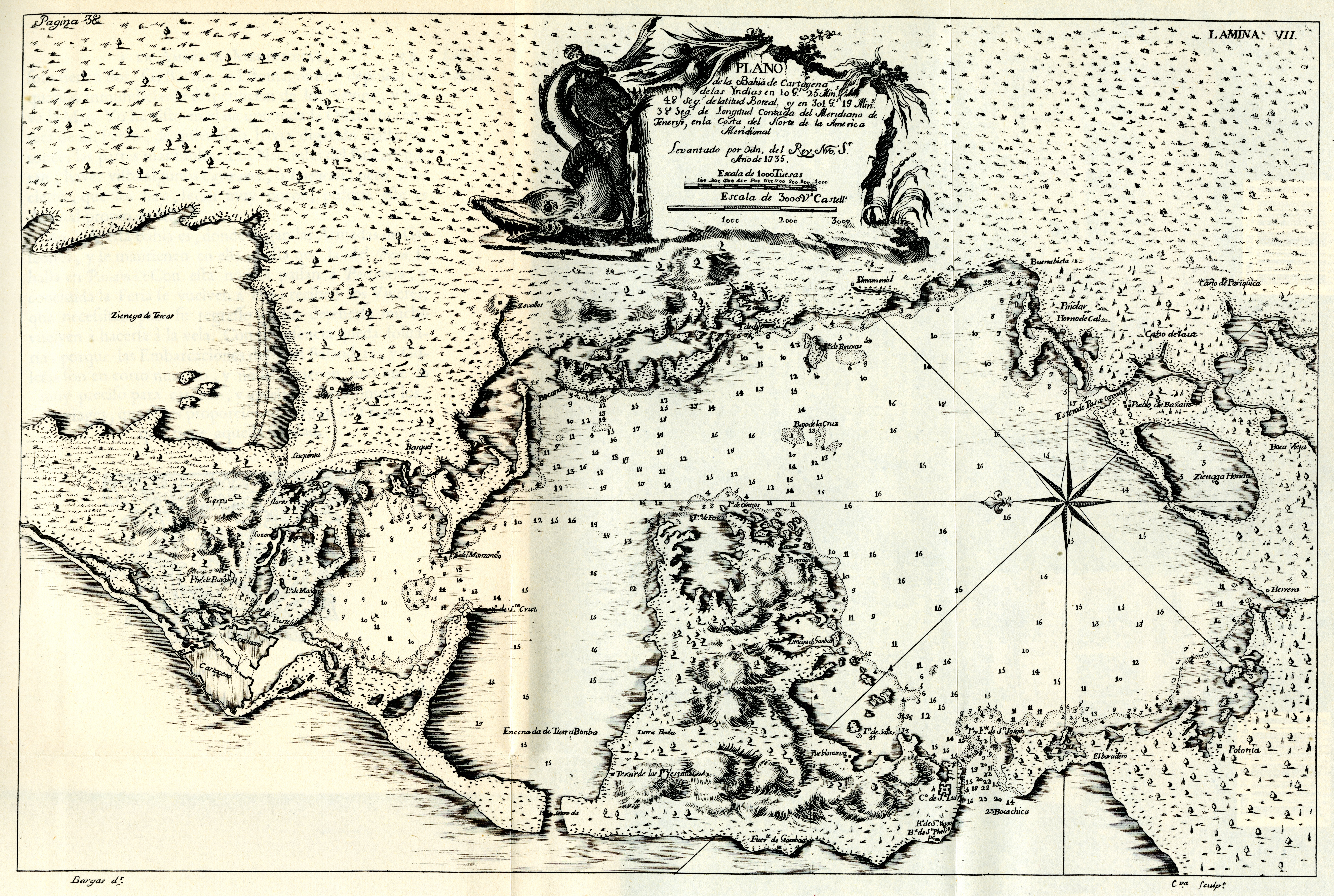
Plano de la bahía de Cartagena de Indias realizado en 1735 y publicado en la obra Relación histórica del viaje a la América meridional, de Jorge Juan y Antonio de Ulloa

Todas estas medidas fueron fundamentales, ya que finalmente Inglaterra, luchando por el control comercial en América, declaró la guerra a España en 1739. Las defensas costeras resultaron ser esenciales. El 21 de noviembre de 1739, el almirante inglés Edward Vernon capturó Portobelo en el lado Caribe del istmo de Panamá, el cual formaba parte el reinstalado virreinato de la Nueva Granada.
La acción más importante del virrey, junto al almirante Blas de Lezo, al coronel Carlos Desnaux, el alférez de navío Manuel Briceño de la goleta Galicia (años después aparece en 1762 como capitán de navío y comandante del Castillo de la Punta en La Habana, Cuba), y a los cartageneros, fue la defensa de la ciudad de Cartagena de Indias, sitiada y asediada por los ingleses entre el 13 de marzo y el 20 de mayo de 1741, con una desproporción abismal de barcos y hombres: veintitrés mil atacantes ingleses frente a unos tres mil defensores españoles (186 barcos frente a seis).
Para ello, Eslava estableció un plan de defensa consistente en asegurar los aprovisionamientos de la ciudad preparándola para soportar un largo asedio, así como basarse en la movilidad de sus escasas fuerzas, que fue utilizando conforme las circunstancias de la batalla lo requerían, además de su mejor conocimiento del terreno y la adaptación al medio. Sabía que si se alargaba el ataque, la insalubridad ambiental causaría estragos en las tropas británicas, como así fue. Para ello, tuvo especial importancia la resistencia, prolongada todo lo posible, en el Castillo de San Luis de Bocachica, para retrasar la entrada de los atacantes en la bahía exterior de la plaza.
El 20 de abril fue el día clave en la batalla. A los ingleses, acuciados ya por las enfermedades y la falta de alimentación —debida a la estrategia de acoso del virrey para impedirles recolectar víveres y agua y a la táctica de resistir lo más posible para que pasase el tiempo—, les urgía conquistar el Castillo de San Felipe de Barajas, lugar de especial importancia estratégica, y desde el que bombardear la ciudad en orden a preparar el asalto final. De madrugada, en torno a cuatro mil atacantes ingleses se lanzan a por la plaza, defendida por unos quinientos hombres. Fue un desastre para los ingleses, que fueron rechazados por los defensores. El enfrentamiento en el Castillo de San Felipe decidió el desenlace de la batalla de Cartagena de Indias y aunque los ingleses prosiguieron durante un mes los bombardeos y escarceos contra las posiciones españolas —como el Fuerte de Manzanillo, donde también fueron rechazados—, se trataba del orgullo y empecinamiento de Vernon. A mediados de mayo, los ingleses completaron su retirada.
La victoria de la batalla de Cartagena de Indias fue considerada en su época en España como una réplica a la derrota de siglos atrás de la Gran Armada de Felipe II. El historiador inglés Arnold Toynbee pronunció esta frase durante una visita a Cartagena de Indias: “Si Vernon hubiese tomado Cartagena, hoy aquí se hablaría inglés”. 
Tras la batalla de Cartagena de Indias de 1741, el rey de España Felipe V premió a Sebastián de Eslava con su ascenso a capitán general de los Reales Ejércitos por real cédula en octubre del mismo año 1741.

## Después del Sitio de Cartagena
Durante su administración, el virrey Eslava fundó hospitales y villas, construyó carreteras, promovió la pacificación de los indios motilones y aportó armas, dinero y provisiones para defender algunas ciudades, como Pamplona y San Faustino; también mantuvo la navegación en el río Zulia. Construyó 20 iglesias, reparó y agrandó otras, protegió la instalación de misiones y organizó las de la provincia de Darién, en Panamá. Así mismo, mejoró las finanzas del territorio y la administración de justicia.

## Director general de Artillería e Infantería española
En 1749, por reales cédulas de 30 de marzo y 22 de abril se aprueba su petición de relevo y se le nombra capitán general de las costas del mar océano en Andalucía. El 23 de febrero de 1750 embarca hacia España en el navío América. Una vez que regresó a España, el rey Fernando VI le concedió la llave de gentilhombre de Cámara y director general de Artillería española. Al morir el 28 de julio de 1750 el conde de Siruela, Lucas de Spínola y Spínola, el rey Fernando VI le responsabiliza de la Dirección General de Infantería.

## Ministro de la Guerra
El 26 de agosto de 1754 fue nombrado ministro de la Guerra (secretario de Estado y de Despacho Universal de la Guerra), cargo que desempeñó hasta su muerte. Los autores destacan el grato recuerdo que dejó con su trabajo al frente de este Ministerio, renovando y modernizando su funcionamiento, reestructurando las escalas y poniendo en valor los verdaderos méritos castrenses.
Sebastián de Eslava falleció en Madrid el 21 de junio de 1759. Ese mismo año llega al trono de España Carlos III. El 18 de marzo de 1760, el nuevo monarca le concedió a título póstumo el título de marqués de la Real Defensa, que recayó en su sobrino Gaspar de Eslava y Monzón (ya que murió sin descendencia), en reconocimiento a su labor en la defensa de Cartagena de Indias. Y, por idéntica razón, el 26 de agosto de 1760 la Corona otorgó el título de marqués de Ovieco al hijo de Blas de Lezo, Blas Fernando de Lezo y Pacheco, en honor a su padre (ya fallecido). De esta forma, el rey premió a ambos protagonistas de manera similar, por lo que, como indica Eulogio Zudaire, “pareció querer igualar en los honores a los dos héroes más destacados en la defensa de Cartagena”.